# Close to You (The Carpenters)
Close to You è il secondo album in studio del duo musicale-canoro statunitense The Carpenters, pubblicato nel 1970.
Nel 2003 è stato inserito da Rolling Stone nella lista dei 500 migliori album secondo Rolling Stone.

## Tracce
1. We've Only Just Begun (Roger Nichols, Paul Williams) – 3:04
2. Love Is Surrender (Ralph Carmichael) – 1:59
3. Maybe It's You (John Bettis, Richard Carpenter) – 3:09
4. Reason to Believe (Tim Hardin) – 3:02
5. Help (John Lennon, Paul McCartney) – 3:02
6. (They Long to Be) Close to You (Burt Bacharach, Hal David) – 4:34
7. Baby It's You (Bacharach, Mack David, Barney Williams) – 2:50
8. I'll Never Fall in Love Again (Bacharach, H. David) – 2:56
9. Crescent Noon (Bettis, Carpenter) – 4:09
10. Mr. Guder (Bettis, Carpenter) – 3:17
11. I Kept On Loving You (Nichols, P. Williams) – 2:13
12. Another Song (Bettis, Carpenter) – 4:22

## Formazione
- Richard Carpenter
- Karen Carpenter